# ويليام من يوليش
ويليم من يوليش (1275 - 18 أغسطس 1304)؛ كان فارسًا من فرسان العصور الوسطى، ورجل دين. وقد شغل منصب عميد فصل القديس سيرفاس الكنسي في ماستريخت، ويشتهر أساسًا بدوره في معركة الرماح الذهبية (1302).

## السيرة الذاتية
كان ويليم من يوليش سليل البيت الإقطاعي العريق في يوليش، فهو ابن الكونت ويليام الخامس من يوليش وماريا من دامبيير ابنة غي من دامبيير، كونت فلاندرز، وكان يُشار إليه بلقب "ويليم الأصغر" تمييزًا له عن أخيه ويليم من يوليش الأكبر، وقد قُتل والده وجده ويليم الرابع من يوليش، في 17 مارس سنة 1278، خلال اشتباكٍ عنيف في شوارع آخن مع أهالي المدينة.
وبصفته الابن الأصغر، فقد خُصص له منذ نعومة أظفاره مسارٌ كهنوتي. التحق بجامعة بولونيا عام 1300، ما جعله واحدًا من قلة قليلة من النبلاء في زمانه ممن تلقّوا قسطًا من التعليم العقلي، كما كان مهتمًا بعلم التنجيم أكثر مما كان مهتمًا باللاهوت، وفي سنة 1301، تولّى منصب العميد في فصل كنسي بالقديس سيرفاس في ماستريخت، وكان أيضًا رئيس شمامسة أبرشية أمير الأسقفية في لييج.
وقد مثّل ويليم السلطة الإقطاعية في فلاندرز خلال فترة أسر جده غي من دامبيير لدى سيده الإقطاعي ملك فرنسا فيليب الوسيم. وكان إلى جانب بيتر دي كونينك، الشخصية القوية والقائد الذي تزعم الانتفاضة ضد سياسة الضم التي انتهجها الملك الفرنسي.
في مايو سنة 1302، قدم ويليم إلى بروج مع جيشه من المرتزقة، وكان ضمنهم أخوه غيرارد، وفرسان من إقليم الماس، وكان يشعر بالانتماء إلى الانتفاضة الفلمنكية (1297-1305) لأن والدته كانت ابنة لغي من دامبيير. كما سعى للثأر لجده غي، وخواله روبير الثالث من بيتون وويليم من دندرموند الأسرى في قبضة الفرنسيين. وكان من بين الدوافع الأخرى التي حرّكته الطريقة الوحشية التي قُتل بها عمه الكونت فالرام من يوليش خلال معركة بلسكامب عام 1297، في خرقٍ سافر لأعراف الحرب المتعارف عليها في ذلك العصر، وقد كان لهذا الحدث أثر في جعل الفلمنكيين في معركة الرماح الذهبية لا يبدون شفقة تجاه نبلاء فرنسا، فيمعنون في قتلهم.
وقد رأى أهل بروج فيه، بفضل هيئته المهيبة الأنيقة، وبلاغته، وحماسته، الرجل المنشود الذي سينقذهم من نير الفرنسيين والفلمنكيين الموالين للملك، فأُعلن على الفور وصيًا، نيابةً عن جده. إلا أنه لم ينجح في ضم غنت إلى صفوف المقاومة ضد الملك.
كان ويليم أحد المحفزين للمدنيين والفلاحين الفلمنكيين الذين ألحقوا الهزيمة بجيش فرنسي محترف من الفرسان في معركة الرماح الذهبية عام 1302، وقد جُرح في هذه المعركة جرحًا بالغًا بسهم اخترق درع السلاسل الذي كان يرتديه.
وقد استسلمت له مدينة كاسل، وفي نوفمبر استولى على قلعة روبلموند، وخلال معركة آركه بتاريخ 4 أبريل 1303 أجبر الفرنسيين على الانسحاب من ساحة القتال، وفي الثاني عشر من يوليو من العام ذاته، قدم الدعم في غزو تيروان.
قُتل ويليم، الذي كان يقود قوة من يبر، في عام 1304 خلال معركة بيفلينبرغ، وكانت وحدته هي من نفذت الهجوم المفاجئ على الفرنسيين مساءً، مما أدخل الذعر في صفوفهم، وكان في طليعة الهجوم على الحرس الشخصي للملك فيليب الوسيم، حتى توغل بعيدًا مع رفاقه إلى أن أُحيط بهم وقُتلوا، وبسبب هذا لم يعرف الفلمنكيون آنذاك الظروف الحقيقية لمقتله، ولم يُعثر على جثته قط، وكما لم يُسترد درعه الحربي، ما غذّى الأسطورة القائلة بأنه سيعود يومًا ما حين تحتاج فلاندرز إلى عونه من جديد.
كان ويليم يمارس الفنون السحرية، وقد وعده أحد المشعوذين من حاشيته، بأنه بواسطة تعويذة سحرية علمه إياها، سيغدو غير مرئي لأعدائه، ولعلّ هذا ما يفسّر اندفاع ويليم المتهور الذي أفضى نحو مصرعه، وقد أُلقي القبض على هذا الرجل لاحقًا بأمر من ابن خالته الدوق جان الثاني من برابانت، وقُدم إلى المحاكمة، ثم حُكم عليه بالعجلة، فنُفذت فيه التعذيب بالعجلة.

## الأسلاف
| أسلاف ويليم من يوليش الأصغر       | أسلاف ويليم من يوليش الأصغر                                                 | أسلاف ويليم من يوليش الأصغر                                                 | أسلاف ويليم من يوليش الأصغر                                                    | أسلاف ويليم من يوليش الأصغر                                                    | أسلاف ويليم من يوليش الأصغر                                                           | أسلاف ويليم من يوليش الأصغر                                                           | أسلاف ويليم من يوليش الأصغر                                          | أسلاف ويليم من يوليش الأصغر                                          |
| --------------------------------- | --------------------------------------------------------------------------- | --------------------------------------------------------------------------- | ------------------------------------------------------------------------------ | ------------------------------------------------------------------------------ | ------------------------------------------------------------------------------------- | ------------------------------------------------------------------------------------- | -------------------------------------------------------------------- | -------------------------------------------------------------------- |
| أجداد الأجداد                     | ويليم الثالث من يوليش (-1218) تزوج 1224 ماتيلد من ليمبورغ (-)               | ويليم الثالث من يوليش (-1218) تزوج 1224 ماتيلد من ليمبورغ (-)               | غيرارد الثالث من خيلدرزه (1185-1229) تزوج 1228 مارغريتا من برابانت (1190-1231) | غيرارد الثالث من خيلدرزه (1185-1229) تزوج 1228 مارغريتا من برابانت (1190-1231) | ويليم الثاني من دامبيير (1196-1231) تزوج 1223 مارغريتا الثانية من فلاندرز (1202–1280) | ويليم الثاني من دامبيير (1196-1231) تزوج 1223 مارغريتا الثانية من فلاندرز (1202–1280) | روبير السابع من بيتون (1200-1248) تزوج إليزابيث من موريلميه (-)      | روبير السابع من بيتون (1200-1248) تزوج إليزابيث من موريلميه (-)      |
| الأجداد                           | ويليم الرابع من يوليش (1210–1278) تزوج 1247 مارغريتا من خيلدرزه (1235-1266) | ويليم الرابع من يوليش (1210–1278) تزوج 1247 مارغريتا من خيلدرزه (1235-1266) | ويليم الرابع من يوليش (1210–1278) تزوج 1247 مارغريتا من خيلدرزه (1235-1266)    | ويليم الرابع من يوليش (1210–1278) تزوج 1247 مارغريتا من خيلدرزه (1235-1266)    | غي من دامبيير (1226-1305) تزوج 1246 ماتيلد من بيتون (–1263)                           | غي من دامبيير (1226-1305) تزوج 1246 ماتيلد من بيتون (–1263)                           | غي من دامبيير (1226-1305) تزوج 1246 ماتيلد من بيتون (–1263)          | غي من دامبيير (1226-1305) تزوج 1246 ماتيلد من بيتون (–1263)          |
| الوالدان                          | ويليم الخامس من يوليش (-1278) تزوج 1269 ماريا من دامبيير (1253-1297)        | ويليم الخامس من يوليش (-1278) تزوج 1269 ماريا من دامبيير (1253-1297)        | ويليم الخامس من يوليش (-1278) تزوج 1269 ماريا من دامبيير (1253-1297)           | ويليم الخامس من يوليش (-1278) تزوج 1269 ماريا من دامبيير (1253-1297)           | ويليم الخامس من يوليش (-1278) تزوج 1269 ماريا من دامبيير (1253-1297)                  | ويليم الخامس من يوليش (-1278) تزوج 1269 ماريا من دامبيير (1253-1297)                  | ويليم الخامس من يوليش (-1278) تزوج 1269 ماريا من دامبيير (1253-1297) | ويليم الخامس من يوليش (-1278) تزوج 1269 ماريا من دامبيير (1253-1297) |
| ويليم من يوليش الأصغر (1275-1304) |                                                                             |                                                                             |                                                                                |                                                                                |                                                                                       |                                                                                       |                                                                      |                                                                      |